# Герб Володарского района (Донецкая область)
Герб Никольского района Донецкой области — официальный символ Никольского района Донецкой области, наряду с флагом.
Авторы герба — Е. А. Малаха и П. В. Чесноков. В создании герба также принимал участие Н. Н. Стародубцев. Герб утверждён решением Никольского (тогда Володарского) районного совета 26 июня 2002 года. 
Щит герба — лазурного цвета, который символизирует небо и светлые надежды, а также добрые устремления жителей района. Оконечность герба — зелёного цвета, который символизирует богатую растительность и изобилие. Оконечность увенчана тройным волнистым поясом серебряного цвета. По центру шита расположена серебряно-чёрная культовая каменная скульптура. Она показывает древнюю историю района и заповедник «Каменные могилы». Над скульптурой располагаются перекрещённые казацкая сабля и русский меч серебряного цвета. Сабля символизирует казаков Азовского войска, меч символизирует русских воинов, принимавших участие в битве на реке Калке.
Щит справа обрамляют три колоска, которые символизируют сельское хозяйство, как основной вид деятельности района. Щит слева обрамляют ветви дуба зелёного цвета с желудями золотого цвета, которые символизируют искусственные леса на территории района и, в частности, заказник «Азовская дача». Колосья и ветви дуба увиты лентой лазурного цвета на которой внизу расположена надпись золотого цвета «Нікольський район» (на украинском языке).
Цвета герба и волнистые линии повторяются во флаге Никольского района Донецкой области.

## Публикации
- «Русский меч и казацкая сабля», Светлана Платоненко «Жизнь-Неделя», 17.04.2003, № 58